# Берёзовый (приток Крутца)
Берёзовый — река в России, протекает по Пензенской области. Устье реки находится в 5,1 км по левому берегу реки Крутец. Длина реки составляет 11 км. Площадь водосборного бассейна — 61,6 км².

## Данные водного реестра
По данным государственного водного реестра России относится к Донскому бассейновому округу, водохозяйственный участок реки — Хопёр от истока до впадения реки Ворона, речной подбассейн реки — Хопер. Речной бассейн реки — Дон (российская часть бассейна).
Код объекта в государственном водном реестре — 05010200112107000005216.